# Mary Lee
Mary Walsh, dite Lee (14 février 1821 - 18 septembre 1909) est une suffragette irlando-australienne et réformatrice sociale active en Australie-Méridionale.

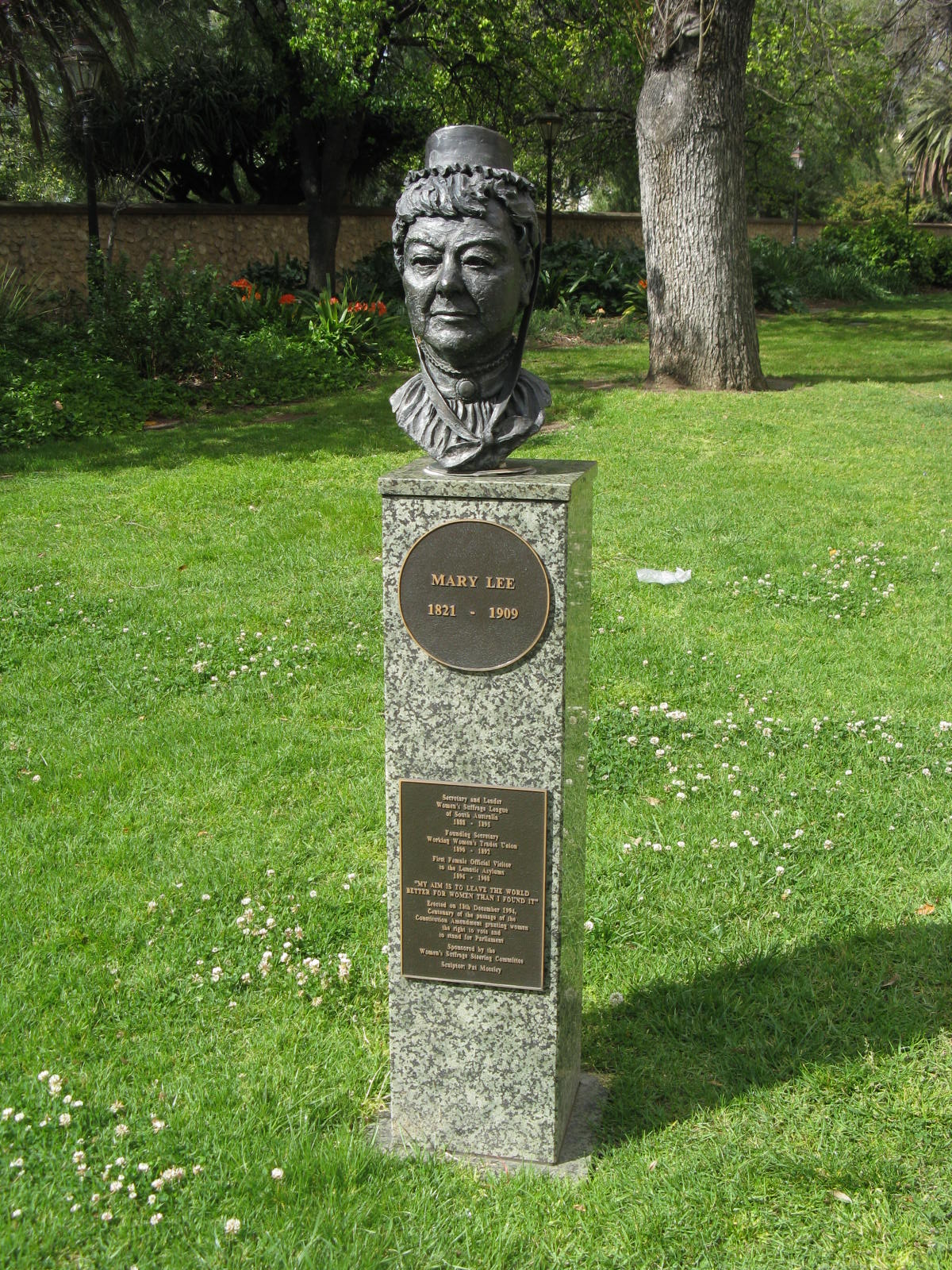
Statue, North Terrace, Adelaide.

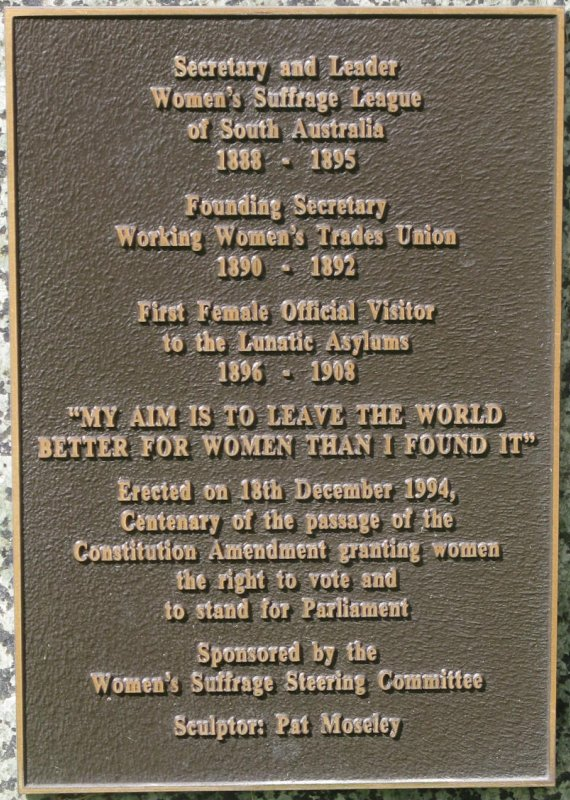

## Jeunesse
Mary Walsh est née en Irlande à Kilknock Estate, dans le comté de Monoghan. Elle épouse George Lee, en 1844. Le couple a sept enfants ; son fils Ben s'installe à Adélaïde (Australie). Quand il tombe malade en 1879, Lee et sa fille, Evelyn, immigrent également à Adélaide. Elles participent au voyage inaugural du paquebot Orient. Ben meurt le 2 novembre 1880.

## Australie
En 1883, Lee s'implique dans le comité de femmes de la Social Purity Society. La société préconise de modifier la loi relative au statut social et juridique des jeunes femmes, préconisant de mettre un terme au travail des enfants, de protéger les filles contre les abus et les empêcher de devenir des prostituées ou d'aider les petites filles mariées de force. En 1885, l'association réussit à faire passer une loi dans le Criminal Law Consolidation Amendment Act, qui relève la majorité sexuelle de 13 à 16 ans. Son premier succès est un nouveau projet de loi pour les jeunes femmes rendant illégal le rapport sexuel d'un homme avec une fille de moins de 16 ans.
La Social Purity Society s'est aussi intéressée aux conditions de travail des femmes. Après le vote de l'amendement de 1885, l'association commence une campagne pour les droits des travailleuses. Lors d'un meeting en décembre 1889, elle propose la création d'un syndicat de femmes. The Working Women's Trades Union est fondé en 1890 ; Lee en est la secrétaire pendant deux ans. En 1893, elle assiste aux réunions du Conseil des métiers et du travail et siège au sous-comité qui examine les conditions de travail dans l'industrie du vêtement et les problèmes des femmes en difficulté. Elle participe également au Comité pour enfants, qui distribue des vêtements et de la nourriture aux familles touchées par la dépression économique des années 1890.
Le 13 juillet 1888, Lee, la Social Purity League, et d'autres personnes forment la Women's Suffrage League (en) sud-australienne, qui lutte pour le droit de vote des femmes. Lee en est la co-secrétaire honoraire pendant six ans et demi. Les retranscriptions de ses discours et ses propres lettres montrent qu'elle était une femme astucieuse et logique, employant de solides arguments. Elle fait également preuve d'humour dans sa manière de communiquer. En 1889 elle écrit :

« Let husbands, brothers, fathers, be kept in mind that it is the duty of every free man to leave his daughters as free as his sons. -as women assist in maintaining Government they have a right to a say how and by whom they shall be governed. Nineteenth century civilisation has accorded to women the same political status as to the idiot and the criminal. Such is the basis of our reverence for the person of women and of our estimate of her work. »

Traduction :

« Que les maris, les frères et les pères gardent à l'esprit qu'il est du devoir de chaque homme libre de laisser ses filles aussi libres que ses fils. [...] que les femmes aident à maintenir le gouvernement et qu'elles ont le droit de dire comment et par qui elles doivent être régies. La civilisation du XIXe siècle a accordé le même statut politique aux femmes qu'aux idiots et aux criminels. Telle est la base de notre respect de la personne de la femme et de notre estimation de son travail. »

Lee est aussi active dans la promotion des droits de la classe ouvrière. Elle publie les réflexions suivantes dans The Barrier Miner au sujet de la grève des mineurs de Broken Hill en 1892 :

« ... Sir, this strike has one feature which renders it more profoundly interesting than any of its predecessors...which must secure it a prominent and distinguished page when the history of these colonies shall be written. It is that the women of Broken Hill are the first great body of working women who have raised their voices in united protest against the glaring injustice that ‘the present constitution will not allow them a voice in framing the laws... »

Traduction :

« ... Monsieur, cette grève a une caractéristique qui la rend plus profondément intéressante que celles d'avant... qui doit écrire une page importante et distinguée où l'histoire de ces colonies doit être écrite[style à revoir]. Les femmes de Broken Hill sont le premier grand corps de travailleuses à élever leurs voix dans une protestation unie pour protester[style à revoir] contre l'injustice flagrante que la constitution actuelle ne les autorise pas à exprimer leur opinion dans l'encadrement des lois[style à revoir]... »

Tous les projets de loi autorisant le droit de vote des femmes présentés au parlement d'Australie du Sud entre 1889 et 1893 échouent. Motivées par l'obtention récente du suffrage féminin en Nouvelle-Zélande, Lee, la Social Purity League, la Woman's Christian Temperance Union et la Ligue démocratique voyagent à travers toute l'Australie du sud, y compris dans ses territoires les plus au nord, afin de collecter des signatures pour une pétition. Le 23 août 1894, alors que le parlement de l'Australie du sud travaille à l'Adult Suffrage Bill, les militantes pré-citées lui adressent leur pétition. Comptant 11 600 signatures récoltées dans toute la colonie, elle se compose de feuilles de papier collées ensemble afin de former un rouleau de 122 mètres de long. Le projet de loi est adopté le 18 décembre 1894 : il accorde aux femmes le droit de vote et le droit de se présenter aux élections pour le Parlement.
Lee s'implique ensuite dans l'éducation des potentielles électrices en encourageant les femmes à s'inscrire sur les listes électorales et à aller voter. Pour son 75e anniversaire, 60 000 femmes sont inscrites sur les listes. En 1885, elle est sollicitée pour se présenter au Parlement mais elle refuse.
En 1896, elle est nommée au poste honorifique de visiteuse officielle des asiles d'aliénés ; elle est la seule femme à occuper cette fonction. Durant cette dernière partie de sa vie, Lee a eu des difficultés financières ; elle doit alors vendre sa bibliothèque. Elle continue de correspondre avec des femmes d'autres États australiens, où le suffrage féminin n'était pas encore autorisé.
Elle meurt en 1909 d'une pleurésie, suivie d'une grippe. Elle est enterrée aux côtés de son fils Ben.